# Sci alpino ai XIII Giochi olimpici invernali - Slalom speciale femminile
Tra le competizioni dello sci alpino ai XIII Giochi olimpici invernali di Lake Placid 1980 lo slalom speciale femminile si disputò sabato 23 febbraio sulla pista Mountain Run di Whiteface Mountain; la liechtensteinese Hanni Wenzel vinse la medaglia d'oro, lo tedesca occideentale Christa Kinshofer quella d'argento e la svizzera Erika Hess quella di bronzo, valide anche ai fini dei Campionati mondiali di sci alpino 1980.
Detentrice uscente del titolo era la tedesca occidentale Rosi Mittermaier, che aveva vinto la gara dei XII Giochi olimpici invernali di Innsbruck 1976 disputata sul tracciato di Axams precedendo l'italiana Claudia Giordani (medaglia d'argento) e la stessa Wenzel (medaglia di bronzo); la campionessa mondiale in carica era l'austriaca Lea Sölkner, vincitrice a Garmisch-Partenkirchen 1978 davanti alla tedesca occidentale Pamela Behr e all'altra austriaca Monika Kaserer.

## Risultati
| 1  | 9  | Hanni Wenzel                | Liechtenstein    | 0:42,50 | 1   | 0:42,59 | 1   | 1:25,09 |          |     |     |
| 2  | 7  | Christa Kinshofer           | Germania Ovest   | 0:42,74 | 2   | 0:43,76 | 2   | 1:26,50 | +1,41    |     |     |
| 3  | 11 | Erika Hess                  | Svizzera         | 0:43,50 | 5   | 0:44,39 | 5   | 1:27,89 | +2,80    |     |     |
| 4  | 12 | Maria Rosa Quario           | Italia           | 0:43,63 | 6   | 0:44,29 | 4   | 1:27,92 | +2,83    |     |     |
| 5  | 5  | Claudia Giordani            | Italia           | 0:44,42 | 9   | 0:44,70 | 6   | 1:29,12 | +4,03    |     |     |
| 6  | 20 | Nadežda Patrakeeva-Andreeva | Unione Sovietica | 0:43,42 | 3   | 0:45,78 | 11  | 1:29,20 | +4,11    |     |     |
| 7  | 4  | Daniela Zini                | Italia           | 0:45,08 | 13  | 0:44,14 | 3   | 1:29,22 | +4,13    |     |     |
| 8  | 18 | Christin Cooper             | Stati Uniti      | 0:44,23 | 7   | 0:45,05 | 7   | 1:29,28 | +4,19    |     |     |
| 9  | 25 | Ann Melander                | Svezia           | 0:44,51 | 11  | 0:45,31 | 8   | 1:29,82 | +4,73    |     |     |
| 10 | 10 | Wilma Gatta                 | Italia           | 0:44,46 | 10  | 0:45,48 | 10  | 1:29,94 | +4,85    |     |     |
| 11 | 19 | Cindy Nelson                | Stati Uniti      | 0:44,96 | 12  | 0:45,89 | 13  | 1:30,85 | +5,76    |     |     |
| 12 | 30 | Åsa Svedmark                | Svezia           | 0:46,06 | 18  | 0:45,45 | 9   | 1:31,51 | +6,42    |     |     |
| 13 | 16 | Ingrid Eberle               | Austria          | 0:45,21 | 16  | 0:46,50 | 14  | 1:31,71 | +6,62    |     |     |
| 14 | 26 | Petra Wenzel                | Liechtenstein    | 0:47,47 | 20  | 0:45,87 | 12  | 1:33,34 | +8,25    |     |     |
| 15 | 36 | Kathy Kreiner               | Canada           | 0:48,06 | 21  | 0:46,72 | 15  | 1:34,78 | +9,69    |     |     |
| 16 | 37 | Valentina Iliffe            | Regno Unito      | 0:48,88 | 22  | 0:49,68 | 16  | 1:38,56 | +13,47   |     |     |
| 17 | 46 | Jacqui Cowderoy             | Australia        | 0:49,91 | 23  | 0:49,78 | 17  | 1:39,69 | +14,60   |     |     |
| 18 | 48 | Wang Guizhen                | Cina             | 0:59,26 | 24  | 0:59,75 | 18  | 1:59,01 | +33,92   |     |     |
| 19 | 49 | Farida Rahmeh               | Libano           | 1:22,47 | 25  | 1:06,01 | 19  | 2:28,48 | +1:03,39 |     |     |
|    | 15 | Perrine Pelen               | Francia          | 0:43,46 | 4   | DNF     | DNF | DNF     | DNF      | DNF | DNF |
|    | 2  | Fabienne Serrat             | Francia          | 0:44,40 | 8   | DNF     | DNF | DNF     | DNF      | DNF | DNF |
|    | 6  | Abbi Fisher                 | Stati Uniti      | 0:45,10 | 14  | DNF     | DNF | DNF     | DNF      | DNF | DNF |
|    | 24 | Irene Epple                 | Germania Ovest   | 0:45,14 | 15  | DNF     | DNF | DNF     | DNF      | DNF | DNF |
|    | 23 | Brigitte Nansoz             | Svizzera         | 0:45,52 | 17  | DNF     | DNF | DNF     | DNF      | DNF | DNF |
|    | 38 | Steinunn Sæmundsdóttir      | Islanda          | 0:46,50 | 19  | DNF     | DNF | DNF     | DNF      | DNF | DNF |
|    | 1  | Lea Sölkner                 | Austria          | DNF     | DNF | DNF     | DNF | DNF     | DNF      | DNF | DNF |
|    | 3  | Annemarie Moser-Pröll       | Austria          | DNF     | DNF | DNF     | DNF | DNF     | DNF      | DNF | DNF |
|    | 8  | Tamara McKinney             | Stati Uniti      | DNF     | DNF | DNF     | DNF | DNF     | DNF      | DNF | DNF |
|    | 13 | Regine Mösenlechner         | Germania Ovest   | DNF     | DNF | DNF     | DNF | DNF     | DNF      | DNF | DNF |
|    | 14 | Regina Sackl                | Austria          | DNF     | DNF | DNF     | DNF | DNF     | DNF      | DNF | DNF |
|    | 17 | Pamela Behr                 | Germania Ovest   | DNF     | DNF | DNF     | DNF | DNF     | DNF      | DNF | DNF |
|    | 21 | Marina Laurençon            | Francia          | DNF     | DNF | DNF     | DNF | DNF     | DNF      | DNF | DNF |
|    | 22 | Ursula Konzett              | Liechtenstein    | DNF     | DNF | DNF     | DNF | DNF     | DNF      | DNF | DNF |
|    | 27 | Anna-Karin Hesse            | Svezia           | DNF     | DNF | DNF     | DNF | DNF     | DNF      | DNF | DNF |
|    | 28 | Anne-Flore Rey              | Francia          | DNF     | DNF | DNF     | DNF | DNF     | DNF      | DNF | DNF |
|    | 29 | Anja Zavadlav               | Jugoslavia       | DNF     | DNF | DNF     | DNF | DNF     | DNF      | DNF | DNF |
|    | 31 | Torill Fjeldstad            | Norvegia         | DNF     | DNF | DNF     | DNF | DNF     | DNF      | DNF | DNF |
|    | 32 | Marie-Theres Nadig          | Svizzera         | DNF     | DNF | DNF     | DNF | DNF     | DNF      | DNF | DNF |
|    | 33 | Metka Jerman                | Jugoslavia       | DNF     | DNF | DNF     | DNF | DNF     | DNF      | DNF | DNF |
|    | 34 | Nuša Tome                   | Jugoslavia       | DNF     | DNF | DNF     | DNF | DNF     | DNF      | DNF | DNF |
|    | 35 | Jana Šoltýsová              | Cecoslovacchia   | DNF     | DNF | DNF     | DNF | DNF     | DNF      | DNF | DNF |
|    | 41 | Ana María Rodríguez         | Spagna           | DNF     | DNF | DNF     | DNF | DNF     | DNF      | DNF | DNF |
|    | 42 | Kirstin Cairns              | Regno Unito      | DNF     | DNF | DNF     | DNF | DNF     | DNF      | DNF | DNF |
|    | 43 | Anne Robb                   | Regno Unito      | DNF     | DNF | DNF     | DNF | DNF     | DNF      | DNF | DNF |
|    | 44 | Fiona Johnson               | Nuova Zelanda    | DNF     | DNF | DNF     | DNF | DNF     | DNF      | DNF | DNF |
|    | 45 | Jenny Altermatt             | Australia        | DNF     | DNF | DNF     | DNF | DNF     | DNF      | DNF | DNF |
|    | 47 | Lina Aristodimou            | Cipro            | DNF     | DNF | DNF     | DNF | DNF     | DNF      | DNF | DNF |
|    | 39 | Saila Miettinen             | Finlandia        | DNS     | DNS | DNS     | DNS | DNS     | DNS      | DNS | DNS |
|    | 40 | Blanca Fernández Ochoa      | Spagna           | DNS     | DNS | DNS     | DNS | DNS     | DNS      | DNS | DNS |

Legenda:

DNF = prova non completata

DNS = non partita

Pos. = posizione

Pett. = pettorale
1ª manche:

Ore: 10.15 (UTC-5)

Pista: Mountain Run

Partenza: 

Arrivo: 

Dislivello: 178 m

Porte: 52

Tracciatore: Sylvain Dao Lena (Francia)
2ª manche:

Ore: 12.30 (UTC-5)

Pista: Mountain Run

Partenza: 

Arrivo: 

Dislivello: 178 m

Porte: 53

Tracciatore: Erich Sturm (Austria)